# Pridiyathorn Devakula
Pridiyathorn Devakula (né le 15 juillet 1947), est un homme politique thaïlandais. Vice-Premier ministre et ministre des Finances du 9 octobre 2006 au 1er mars 2007. 
Il fut de 2001 à 2006, gouverneur de la banque de Thaïlande.
Le 28 février 2007, il annonce brusquement sa démission (qui prend effet le 1er mars) de tous ses postes en invoquant des divergences avec l'administration intérimaire à propos de la gestion de l'économie qui a souffert les mois précédents.